# 布拉恰诺

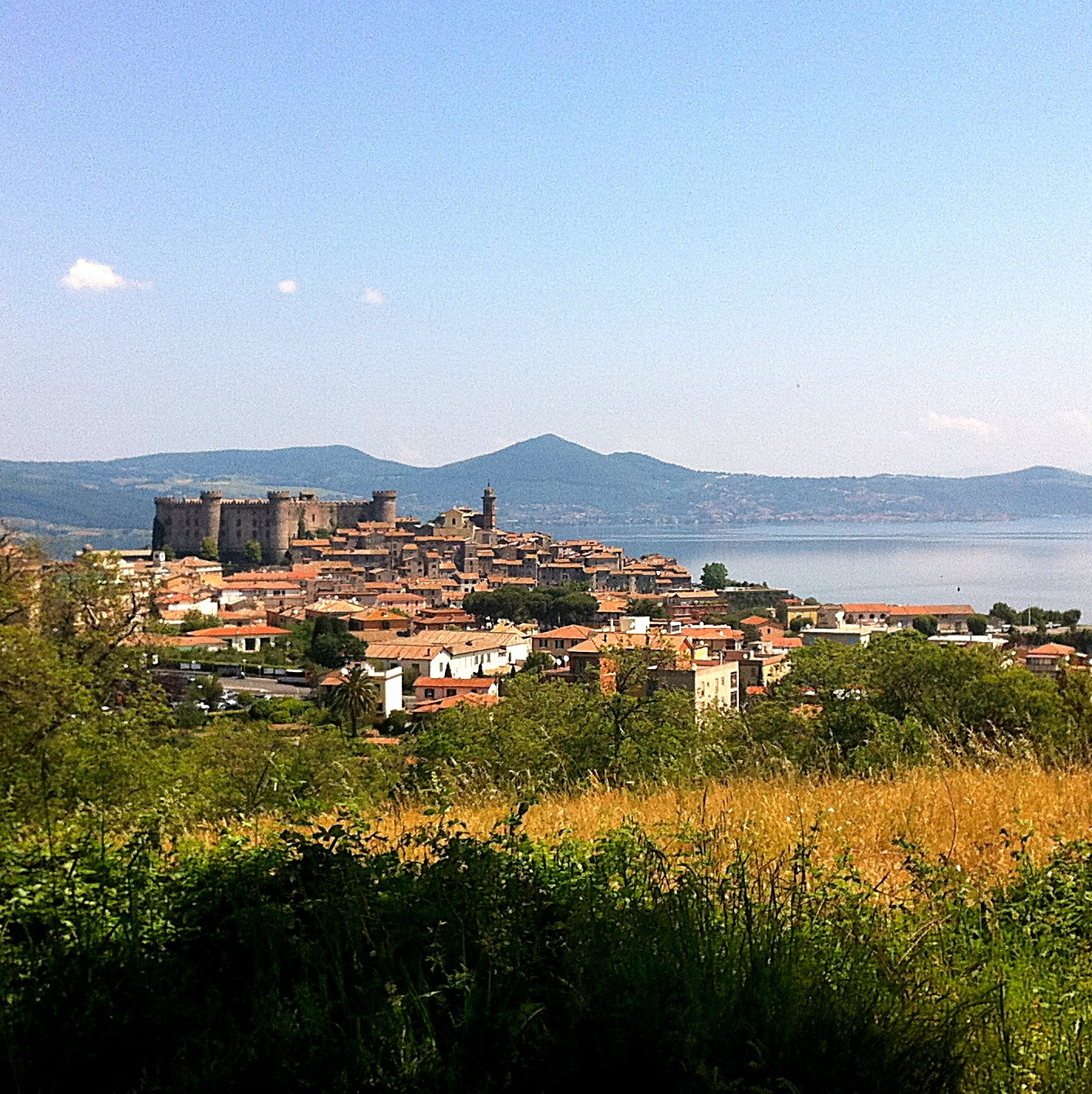
风景

布拉恰诺（義大利語：Bracciano）是意大利拉齐奥大区罗马首都广域市的一个市镇，面积142平方公里，人口15,509人（2004年）。